# Aneby
Aneby este un oraș în Suedia.

## Demografie
| \| Evoluția demografică a zonei urbane Aneby, 1970–2015 \| Evoluția demografică a zonei urbane Aneby, 1970–2015 \| Evoluția demografică a zonei urbane Aneby, 1970–2015 \| Evoluția demografică a zonei urbane Aneby, 1970–2015 \| Evoluția demografică a zonei urbane Aneby, 1970–2015 \| \| --------------------------------------------------------------------------------------- \| ---------------------------------------------------- \| ---------------------------------------------------- \| ---------------------------------------------------- \| ---------------------------------------------------- \| \| An \| \| \| Locuitori \| \| \| 1970 \| 1970 \| \| 2.540 \| 2.540 \| \| 1975 \| 1975 \| \| 2.931 \| 2.931 \| \| 1980 \| 1980 \| \| 3.362 \| 3.362 \| \| 1990 \| 1990 \| \| 3.720 \| 3.720 \| \| 1995 \| 1995 \| \| 3.755 \| 3.755 \| \| 2000 \| 2000 \| \| 3.412 \| 3.412 \| \| 2005 \| 2005 \| \| 3.374 \| 3.374 \| \| 2010 \| 2010 \| \| 3.367 \| 3.367 \| \| 2015 \| 2015 \| \| 3.496 \| 3.496 \| \| Sursa: SCB - Statistika Centralbyrån, Folkmängden per tätort. Vart femte år 1960 - 2016 \| \| \| \| \| |      |  |           |       |
| Evoluția demografică a zonei urbane Aneby, 1970–2015 |      |  |           |       |
| An |      |  | Locuitori |       |
| 1970 | 1970 |  | 2.540     | 2.540 |
| 1975 | 1975 |  | 2.931     | 2.931 |
| 1980 | 1980 |  | 3.362     | 3.362 |
| 1990 | 1990 |  | 3.720     | 3.720 |
| 1995 | 1995 |  | 3.755     | 3.755 |
| 2000 | 2000 |  | 3.412     | 3.412 |
| 2005 | 2005 |  | 3.374     | 3.374 |
| 2010 | 2010 |  | 3.367     | 3.367 |
| 2015 | 2015 |  | 3.496     | 3.496 |
| Sursa: SCB - Statistika Centralbyrån, Folkmängden per tätort. Vart femte år 1960 - 2016 |      |  |           |       |